# ناوشکن کلاس اساگری
ناوشکن کلاس اساگری (به انگلیسی: Asagiri-class destroyer) یک کلاس از کشتی است که طول آن ۱۳۷ متر (۴۴۹ فوت ۶ اینچ) می‌باشد.